# خليقرناس باليقجيسي
موسى جواد شاكر قباأغاتشلي (7 إبريل 1890م بمدينة كريت - 13 نوفمبر 1973م إزمير) (بالتركية: Musa Cevat Şakir Kabaağaçlı) واسمه القلمي هو: خليقرناس باليقجيسي (بالتركية: Halikarnas Balıkçısı) ومعناه: «صياد سمك خاليقرناس» التي هي الآن مدينة بودروم، هو روائي تركي شهير عُرف بعشقه لمدينة بودروم.

## سيرته الذاتية
ولد خليقرناس باليقجيسي في 17 إبريل 1890م بمدينة كريت حيث تولى أبوه منصب المراقب العام عليها، والده سليل عائلة «شاكر باشا» أحد أخر العائلات العريقة التي تنحدر من العثمانين. إسمه «محمد شاكر باشا» عمل سفير وواليا للدولة العثمانية في مدينتي كريت وأثينا، والدته «سارة إسمت هانم» الكريتية، وعمه "جواد شاكر باشا" الذي تولى منصب الصدر الأعظم في عهد السلطان عبد الحميد الثاني، جده العقيد «مصطفى عاصم باك» رئيس قسم الجنود. سُمِيَ جواد شاكر باسم عمه الذي لم يُرزق بأبناء من زيجتيه والذي أحبه كما لو كان إبنه.
كان جواد شاكر الأبن الأكبر لأسرة بها ستة أبناء. كان كل فرد من أفراد أسرته مبدعا في مجال من مجالات الفن. أخواته هن «حقية» و«عائشة» و«سعاد» و«فخر النساء» و«علية». وقد اشتهرت كل من أختيه «فخر النساء» و«علية» بفن الرسم.أما ابنة أخته «حقية» «فريا كورال» فهي أول سيدة تركية تختص بالزخارف الخزفية، وكذا كان أبناء «فخر النساء» فنانين، فكان «نجاد دورم» رساما، أما «شرين دورم» فكانت ممثلة مسرحية.
قضى جواد شاكر السنوات الأولي من طفولته بأثينا حيث كان يعمل والده شاكر باشا سفيرا بها. أتم جواد تعليمه الأبتدائي بمدينة «بيوك أضا» باستانبول، أما دراسته الإعدادية والثانوية فقد أتمها بمدرسة «روبرت كولهجى» في استانبول وحصل على شهادته منها عام 1907م. وفي نفس العام نشر أولى مقالاته بجريدة «إقدام». وكان مقال مترجما عن الإنجليزية. أراد جواد أن يلتحق بكلية البحرية بإنجلترا بعدما أتم دراسته الثانوية، ولكن بناء على رغبة أسرته التحق بكلية التاريخ بجامعة أوكسفورد. عام 1937م تزوج بسيدة إيطالية، وأقام هناك، ودرس فن الرسم.
عندما عاد لإستانبول أخذ في نشر مقالاته بالجرائد والمجلات. عام 1914م تعرضت أسرته لضائقة مادية، فمكث والده «محمد شاكر باشا» بمزرعة «آل قباأغجلي» بأفيون. قُضِي جواد شاكر بمقتضى دعوة جنائية حيث أدعُيَ أنه أطلق الرصاص من سلاح له على والده أثناء مشاجرة بينهما في المزرعة، فحكم عليه بالسجن خمسة عشر عاما مع الأشغال الشاقة. وأُطلِق سراحه إثر إصابته بورم في المخ بعدما قضى سبعة أعوام في السجن.
وحتى عام 1925م كان جواد شاكر يرتزق من نشر ترجماته ومقالته في المجلات الأسبوعية، وأعمال الرسم وتذهيبات الطرز الجديدة، كما عمل رسام كاريكاتير، فقدم أعمالا كاريكاتيرية، وصمم أغلفة للمجلات الملونة. وكانت له مساهمات في تطوير تصميم الأغلفة في الصحافة التركية.
ولقد حُكِم بمحكمة الاستقلال باستانبول عن قصة له بعنوان «كيف يذهب من حُكم عليه بالإعدام في السجن، للشنق قاصدا!» والتي كتبها في 13 إبريل عام 1925م، تحت اسم مستعار «حسين كنان» فيما يتعلق بسؤ حظ أربعة هاربين من التجنيد. وكانت تهمته أن كتب مقالة تحرض الجنود على الانقلاب العسكري، في فترة كانت بها تمرد في البلاد. وإذا كان قد ترأى لرئيس المحكمة «علي جتنقايا» أن يحكم على جواد شاكر بالإعدام شنقا، إلا أنه قد حكم عليه بالنفى إلى «بودروم» مع تحديد إقامته بمقترح من السياسي التركي «قيليج على باك». قضى ثلاثة أعوام وهي نصف مدة نفيه في «بودروم». وبعد أن قضى النصف الأخر من مدة عقوبته في استانبول، ماكان ليقدر على البعد عن بودروم التي عاشر فيها أناس أحبوه حبا جما مع سحر الطبيعة البودرومية، فعاد إلى بودروم ثانية، وبقى فيها قرابة الخمسة وعشرين عاما. اشتغل جواد شاكر بأعمال الصيد كافة في بودروم، وقد اتخذ من «خليقرناس» لقبا له وهو اسم كان يستخدم في العصور القديمة بها. وقد دون جزء كبير من مؤلفاته التي ظهرت على ساحة الأدب التركي كذا في بودروم.تزوج خليقرناس للمرة الثانية من ابنة خاله «حمدية هانم»، ثم تزوج للمرة الثالثة من «خديجة هانم»، وأنجب منها خمسة أبناء. وحين بلغ أبنائه عمر التعليم المتوسط، انتقل بأسرته لإزمير حيث لم يكن بها مدرسة خاصة للتعليم المتوسط في تلك الأعوام. وواصل حياته كمرشد سياحي وكاتب. توفي بإزمير في 13 أكتوبر عام 1973م بعد إصابته بمرض سرطان العظام. ودفن ببودروم بناء على وصيته. قبره قائما تحت مسمى «متحف خليقرناس باليقجيسي» مع متحف صغير يالموضع الذي اختاره مع إبنه الروحي «شادان جوك أوفالي».

## الحياة الأدبية
اشتهر جواد شاكر بعد عام 1926م بتأليفه لحكايات البحر.استنبط موضوعاته من الأحداث المرتبطة بالبحر، والتي تتطور على سواحل وعروض منطقة بحر أيجة ومنطقة البحر الأبيض المتوسط.تناول الرواية والحكاية بعقلية من تعرض للمتاعب، ولكنه من يقود ويكتسح، وبمفهوم شعر ينم عن إعجاب لا نهاية له بالبحر؛ مزود بهما خزينة الميثولوجيا، وخزينة المصطلحات الغنية، بالسفن، وصيادي الإسفنج، والغواصين، والصيادين الذين بين يدي البحر، وببحر الحور وبحر العاص التي عرفها بأقل قدر من التفاصيل، وعاش بينها.
مُنِحت جائزة الثقافة والدولة التقديرية عام 1971م لخليقرناس باليقجيسي الذي سرعان ما تم نشر أعماله فيما بعد، والذي ترجم حوالي مائة كتاب من لغات شتى، وكشخصية مؤثرة بأفكارها مقالاتها في مثقفي هذا العصر الذين لايستهان بهم من أمثال أرزة أرهات.
حقق جواد شاكر أول فكرة للسفر الأزرق، وكذا أول تطبيق لها؛ مع أصدقائه تلك المرحلة الذين كانوا يعيشون معه في بودروم. وكان ما تناوله إلى جانبهم في السفر الأزرق هو: الجبن والماء والبقسماط والتبغ ومشروب العرق التركي. ولم يستمعوا لرديو، أو يقرؤا جريدة أثناء السفر الأزرق. وهدفهم هو البعد عن العالم وإمتاع عقولهم بالبعد عن الحضارة. ويبقوا لأسابيع في البحر، إلا أنهم يرجعون للبر لتزويد أمتعتهم بأحتياجاتهم الأساسية. بيد أن السفر الأزرق حاليا به كل أنواع الرفاهية. وتؤثر هذه السفرات بنسبة كبيرة على المؤلفات الأدبية للكاتب.

## أعماله
| النوع الأدبي                       | المؤلَف                             | تاريخ المؤلف |
| ---------------------------------- | ---------------------------------- | ------------ |
| حكاية                              | على سواحل أيجة                     | 1939         |
|                                    | مرحبا أيها البحر الأبيض            | 1947         |
|                                    | قاع أيجة                           | 1952         |
|                                    | فليحيا البحر                       | 1954         |
|                                    | من أيجة                            | 1957         |
|                                    | في بحار الشباب                     | 1973         |
|                                    | بصمة إصبع                          | 1986         |
|                                    | الغواصون                           | 1991         |
|                                    | عُرس الزهور                         | 1991         |
|                                    | الأوقات الزرقاء                    |              |
| رواية                              | أغانتا بوريانا في بوريانا          | 1945         |
|                                    | أبناء الأخرين                      | 1956         |
|                                    | الريس أولوج                        | 1962         |
|                                    | الريس تورجوت                       | 1966         |
|                                    | المغتربون باليم                    | 1969         |
|                                    | اللفيئة                            |              |
| الأتوبيغرافيا                      | المنفى الأزرق                      | 1961         |
| المقالات                           | أساطير الناضول                     | 1952         |
|                                    | ألهة الأناضول                      | 1955         |
|                                    | صوت الأناضول                       | 1971         |
|                                    | أيها الوطن الرفيق                  | 1972         |
|                                    | مرحبا يا أناضول                    | 1980         |
|                                    | كتابات الحلم                       | 1981         |
|                                    | القارة السادسة هي البحر الأبيض     | 1982         |
|                                    | تنمو اللا نهائية بلا صوت           | 1983         |
|                                    | أرشبيل                             | 1993         |
| قصص الأطفال                        | أعط طريقا للبحر                    |              |
|                                    | نداء البحر                         |              |
|                                    | طراوة نسيم                         |              |
|                                    | حكايات نصر الدين خواجة (نوادر جحا) |              |
|                                    | طير فقد نهاره                      |              |
|                                    | مغتربو اليم                        |              |
|                                    | جزيرة الكنز                        |              |
| المؤلفات التي ترجمها عن الإنجليزية | مختصر لتاريخ تركيا                 |              |
|                                    | حضارة البحر الأبيض المتوسط         |              |
|                                    | قاصر أسيا                          |              |
| أعمال مترجمة                       | شبح ركيشاو لروديارد كيبلينج        |              |
|                                    | مناقب عزلة نائم لوشتنج ليفنج       |              |
| مؤلفات كتبت عنه                    | خليقرناس ورسائله لعذراء أرهات      | 1976         |
|                                    | كتابات الحلم                       | 1981         |

## وصلات خارجية
- خليقرناس باليقجيسي على موقع IMDb (الإنجليزية)
- http://www.kulturturizm.gov.tr/TR/BelgeGoster.aspx?F6E10F8892433CFFA79D6F5E6C1B43FF47A337D504B23756
- http://www.mavi-yolculuk.com/halikarnas-balikcisi.html نسخة محفوظة 12 مايو 2009 على موقع واي باك مشين.
- http://www.videosofturkey.com/turkce/video_details.asp?id=229